# Bence Bedi
Bence Bedi (Nagykanizsa, 14 novembre 1996) è un calciatore ungherese, centrocampista del Fehérvár.

## Carriera

### Club
Ha giocato nella prima divisione ungherese.

### Nazionale
Ha giocato nella nazionale ungherese Under-21.

## Palmarès

### Club

#### Competizioni nazionali
- Nemzeti Bajnokság II: 1

Zalaegerszeg: 2018-2019
- Coppa d'Ungheria: 1

Zalaegerszeg: 2022-2023